# Acacia praecox
Acacia praecox är en ärtväxtart som beskrevs av August Heinrich Rudolf Grisebach. Acacia praecox ingår i släktet akacior, och familjen ärtväxter. Inga underarter finns listade i Catalogue of Life.